# Hyssna

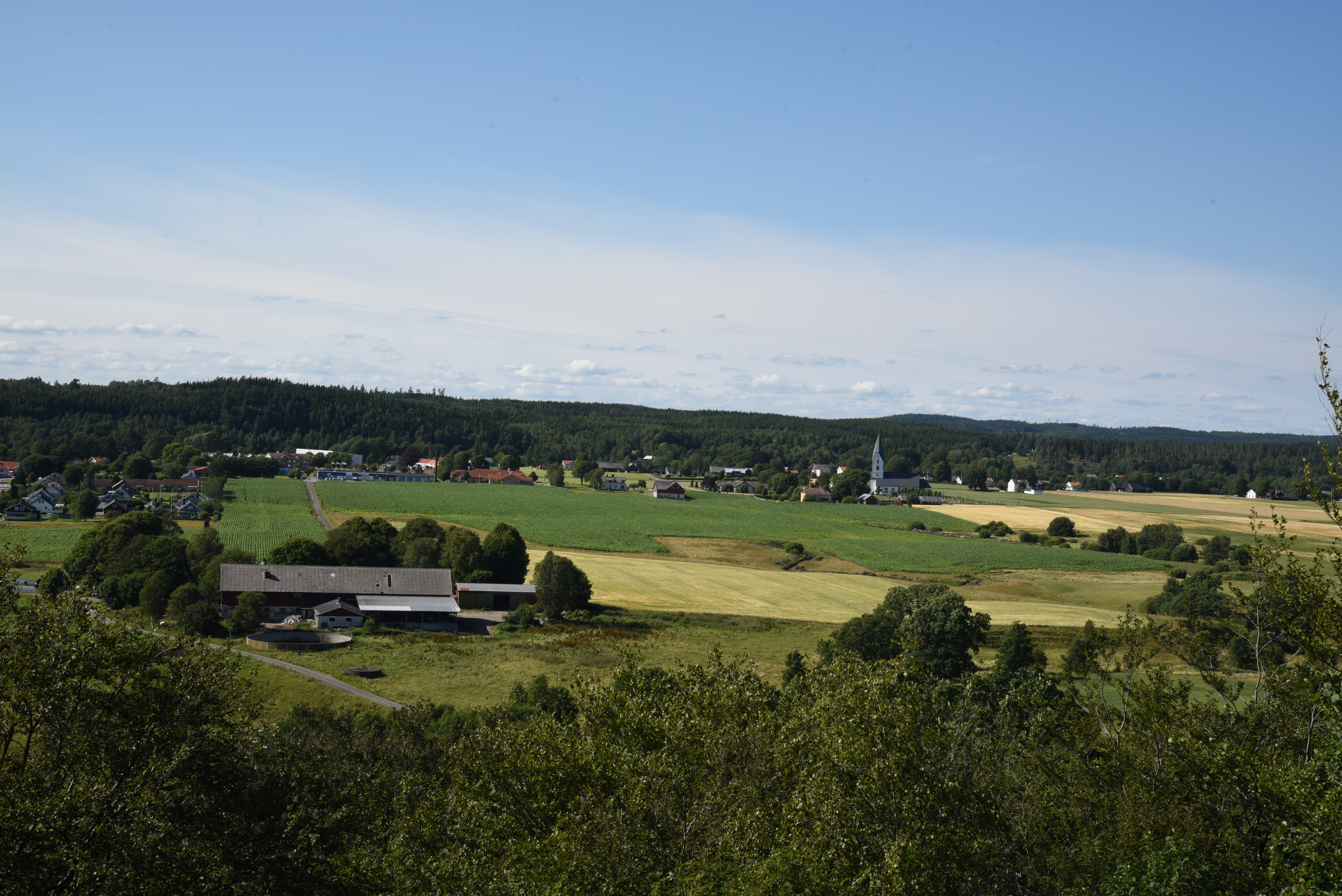
Utsikt över Hyssna från Stoms ås naturreservat.

Hyssna är en tätort i Marks kommun och kyrkbyn i Hyssna socken i Västergötland, belägen nordväst om Kinna vid länsväg 156 och vattendraget Surtan. 

## Befolkningsutveckling
| Befolkningsutvecklingen i Hyssna 1970–2020 | Befolkningsutvecklingen i Hyssna 1970–2020 | Befolkningsutvecklingen i Hyssna 1970–2020 | Befolkningsutvecklingen i Hyssna 1970–2020 | Befolkningsutvecklingen i Hyssna 1970–2020 |
| ------------------------------------------ | ------------------------------------------ | ------------------------------------------ | ------------------------------------------ | ------------------------------------------ |
|                                            |                                            |                                            |                                            |                                            |
| År                                         |                                            |                                            | Folkmängd                                  | Areal (ha)                                 |
| 1970                                       | 1970                                       |                                            | 372                                        |                                            |
| 1975                                       | 1975                                       |                                            | 490                                        |                                            |
| 1980                                       | 1980                                       |                                            | 492                                        |                                            |
| 1990                                       | 1990                                       |                                            | 568                                        | 159                                        |
| 1995                                       | 1995                                       |                                            | 627                                        | 162                                        |
| 2000                                       | 2000                                       |                                            | 591                                        | 162                                        |
| 2005                                       | 2005                                       |                                            | 602                                        | 162                                        |
| 2010                                       | 2010                                       |                                            | 638                                        | 163                                        |
| 2015                                       | 2015                                       |                                            | 665                                        | 171                                        |
| 2020                                       | 2020                                       |                                            | 735                                        | 166                                        |
| Anm.: Ny tätort 1970                       |                                            |                                            |                                            |                                            |

## Samhället
I orten finns Hyssna gamla kyrka med anor från 1100-talet. I orten finns även Melltorps kvarn och såg, en gammal kvarn som numera är hotell- och konferensanläggning.
I Hyssna finns en skola som har klasser upp till 6:an. Dessutom finns en förskola. 
I Hyssna centrum finner man en inspelningsstudio där många kända hårdrocksband varit på besök – exempelvis Hammerfall, In Flames samt Bring Me The Horizon.
Här finns även Hyssna bygdegård, som renoverades 2005.
Hyssnaleden är en vandringsled runt Hyssna och dess sevärdheter. Denna led sköts av Hyssna hembygdsförening. Strax sydöst om samhället finns naturreservatet Stoms ås, en till största delen mycket gammal bokskog som är belägen i en norrsluttning, med utsiktspunkt över dalgången. 
Hyssna är även känt för en stor kolerakyrkogård belägen strax nordväst om byn.

## Näringsliv
Hyssna har flera industrier som Forsbergs fritidscenter, Furnimex, Albin i Hyssna. Tidigare fanns på orten Hejco, som köptes upp av Fristads yrkeskläder och Westerbergs bad som numera är uppköpt av Hafa badrum.

## Idrott
Hyssna IF är en idrottsförening som sysslar med fotboll, skidsport och boule.
I Hyssna finns även en aktiv orienteringsklubb, OK Räven, som ingår i tävlingsklubben Markbygdens OK, som är på ungdomssidan en mycket framgångsrik orienteringsklubb.
Det inom fotbollen välkända släktnamnet Hysén är taget från Hyssna socken.